# کاتالوگ پایگاه داده
کاتالوگ پایگاه داده نمونه پایگاه داده تشکیل‌شده از فراداده است که در آن تعریف‌های اشیاء پایگاه داده مانند جدول پایه، نمایه (جدول مجازی)، مترادف، گستره ارزش‌ها، فهرست، کاربر، و گروه کاربران ذخیره شده‌اند.
اس‌کیوال استاندارد یک روش یگانه به نام "طرح اطلاعات" را برای دسترسی به کاتالوگ، مشخص می‌کند. اما همه پایگاه داده‌ها از این روش استفاده نمی‌کنند. حتی اگر جنبه‌های دیگر اس‌کیوال استاندارد را اجرا کنند. برا یافتن نمونه‌ای از روش‌های دسترسی فراداده ویژه پایگاه داده به فراداده اوراکل مراجه شود.